# Contea di Ross (Ohio)
La contea di Ross (in inglese Ross County) è una contea dello Stato dell'Ohio, negli Stati Uniti. La popolazione al censimento del 2000 era di 73 345 abitanti. Il capoluogo di contea è Chillicothe.